# Guimarães
Guimarães là một thành phố thuộc huyện cùng tên ở tỉnh Braga, ở phía bắc của Bồ Đào Nha.
Trong thế kỷ thứ 9, Vímara Peres đã có thể đánh lui người Moor và thiết lập một thị trấn có thành bao quanh và được đặt tên theo người sở hữu Vimaranis (của Vimar) mà sau này trở thành Guimaranis, Guimaraes ngày nay. Thành phố này thường được gọi là "nơi sinh của quốc tịch Bồ Đào Nha" và cũng là nơi sinh của Afonso I của Bồ Đào Nha, vị vua đầu tiên của Bồ Đào Nha.
Thủ phủ hành chính của huyện là thành phố Guimaraes, gồm 16 giáo khu, vào thời điểm năm 2001, có dân số 52.181. Tổng thể của huyện này có dân số 161.876 cư dân tại 241,3 km ².
Guimaraes xếp thứ 2 về tiêu chính thành phố có điều kiện sinh hoạt tốt nhất Bồ Đào Nha theo điều tra của tờ báo xuất bản hàng năm Expresso của Bồ Đào Nha.

Guimarães
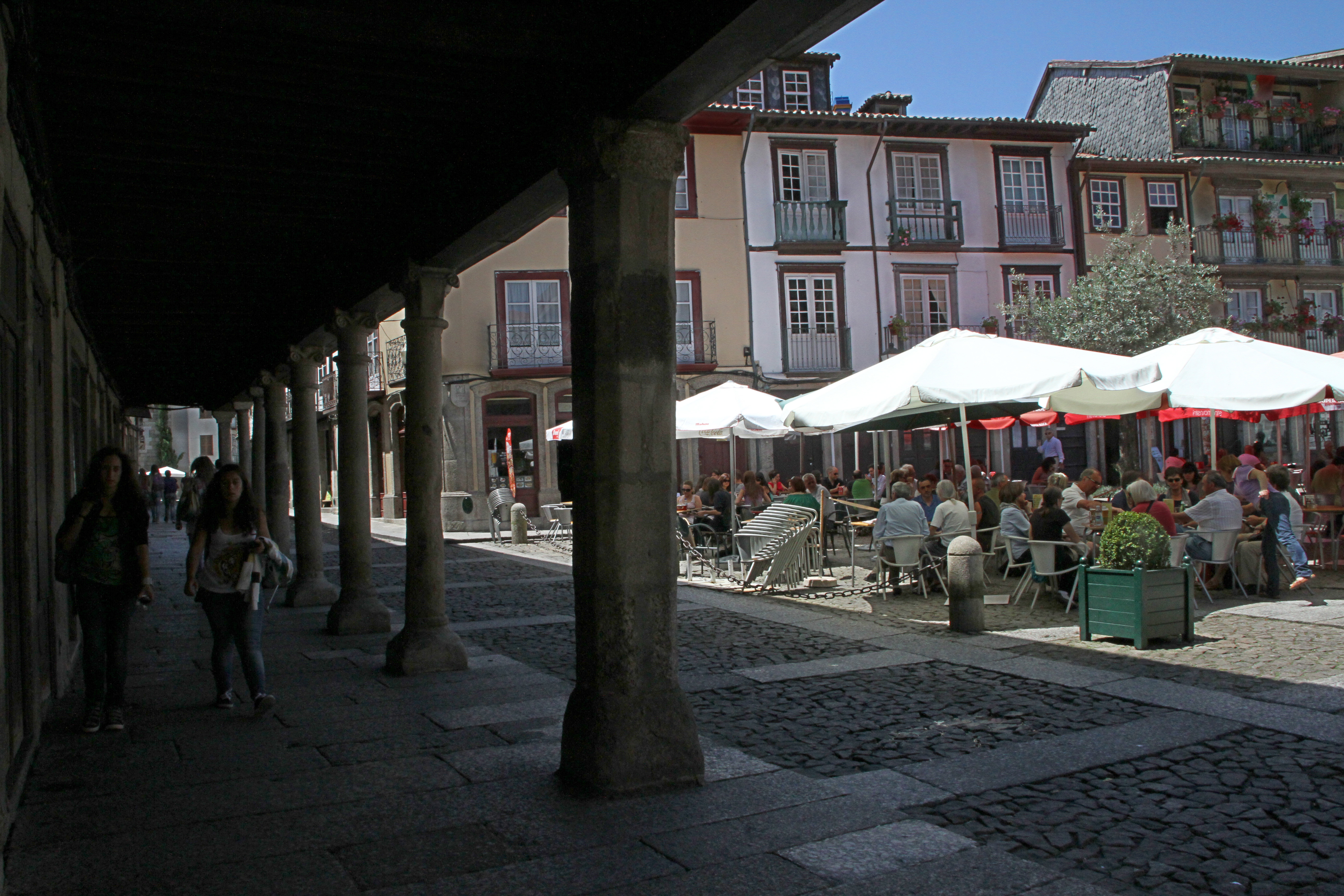
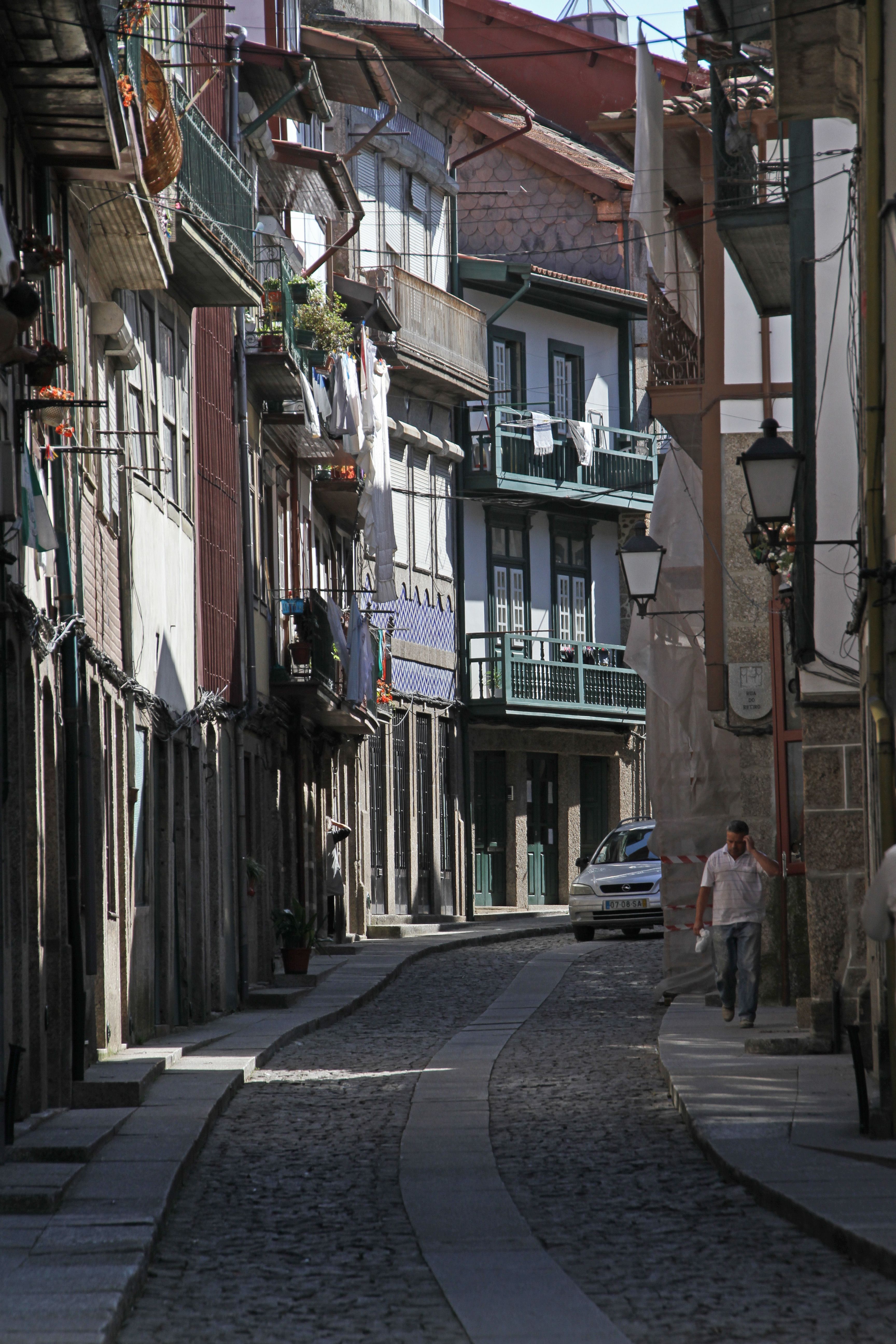
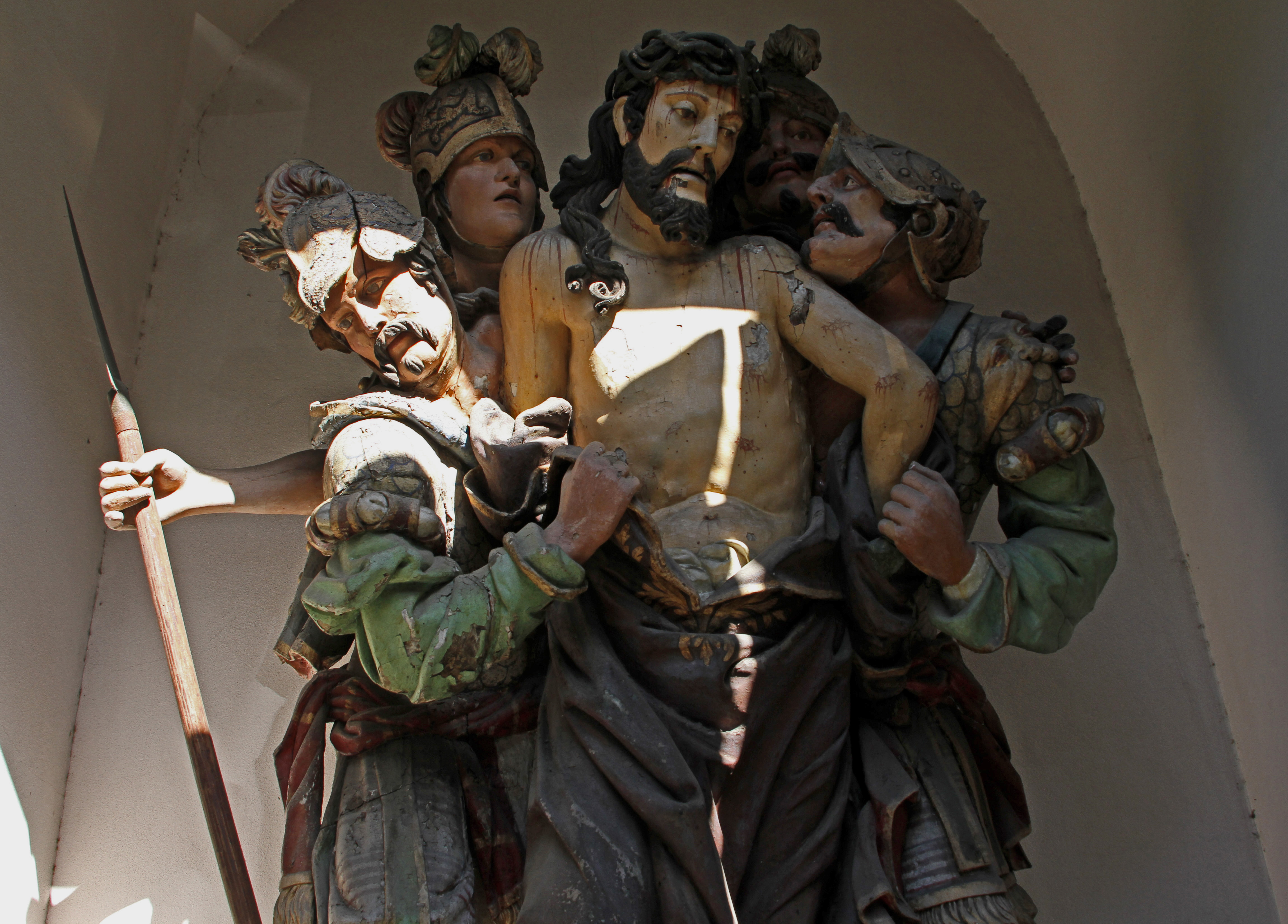
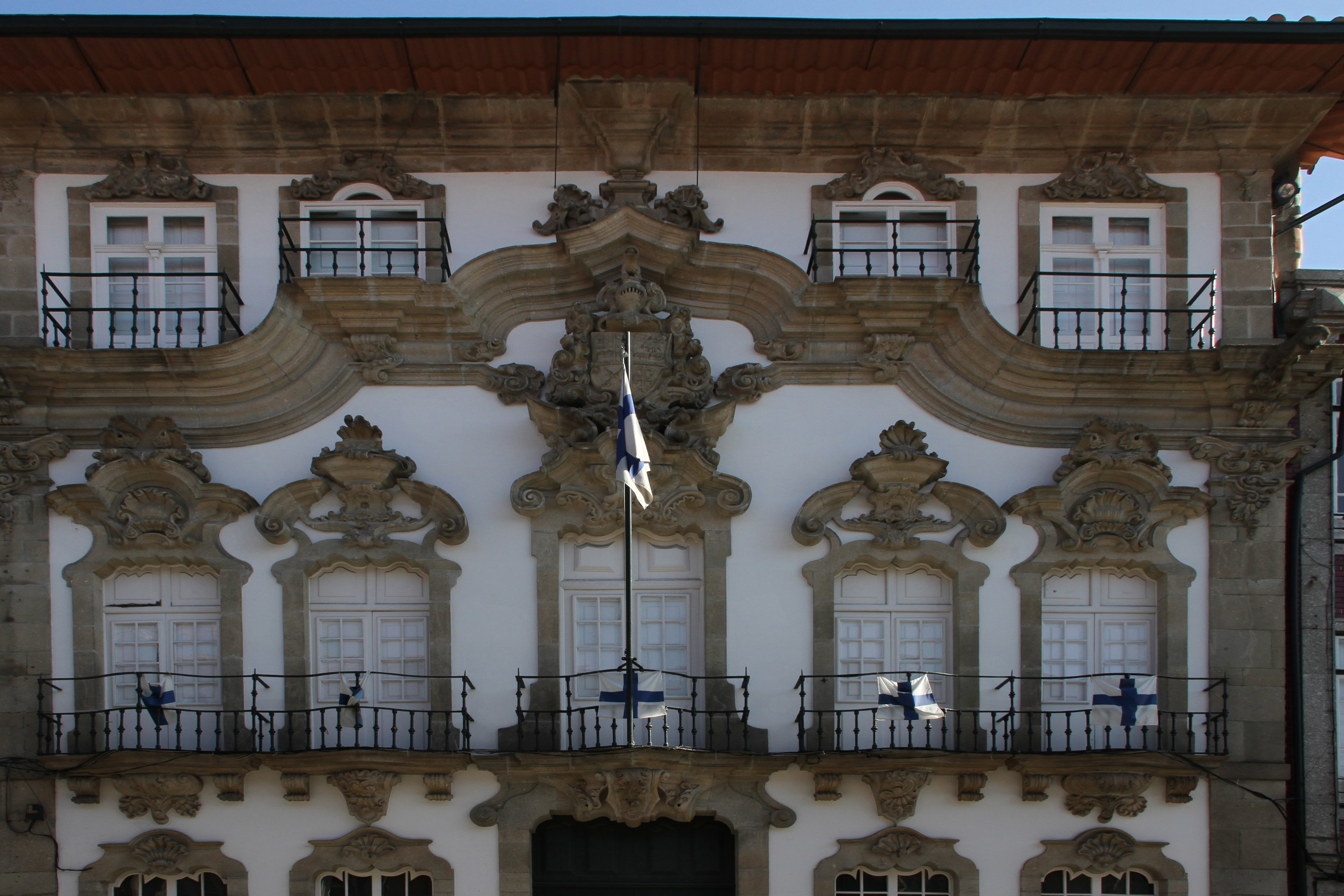
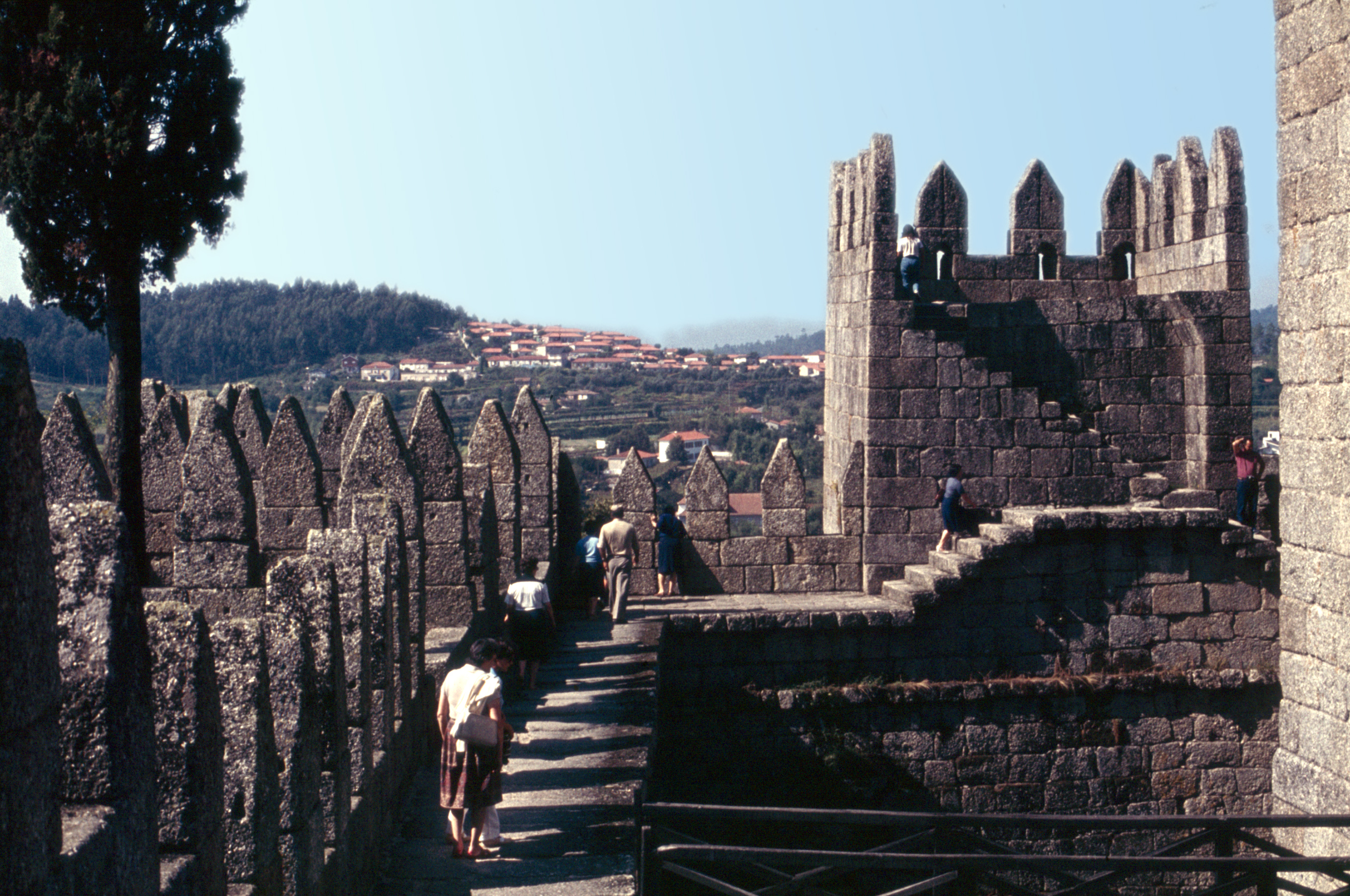
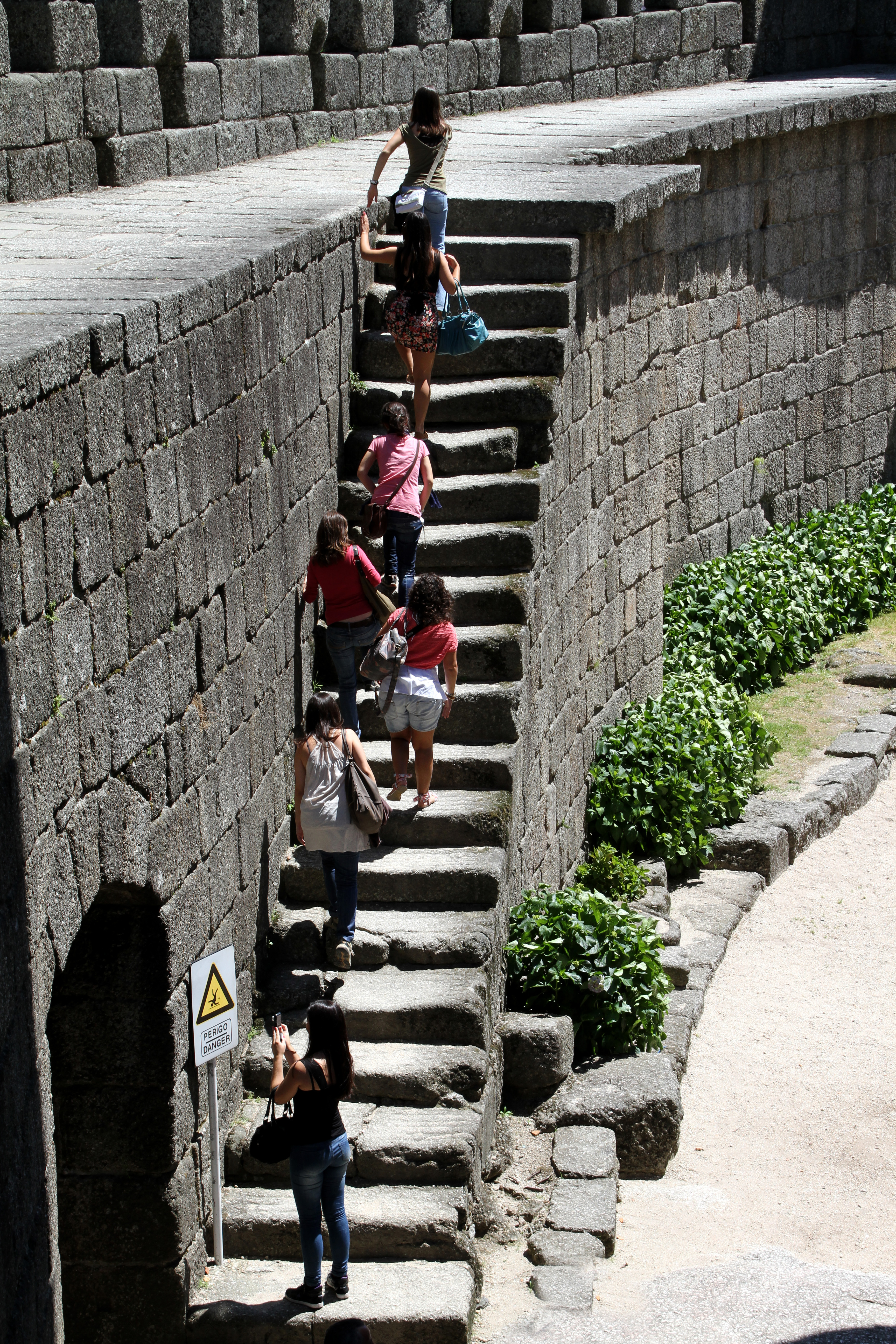
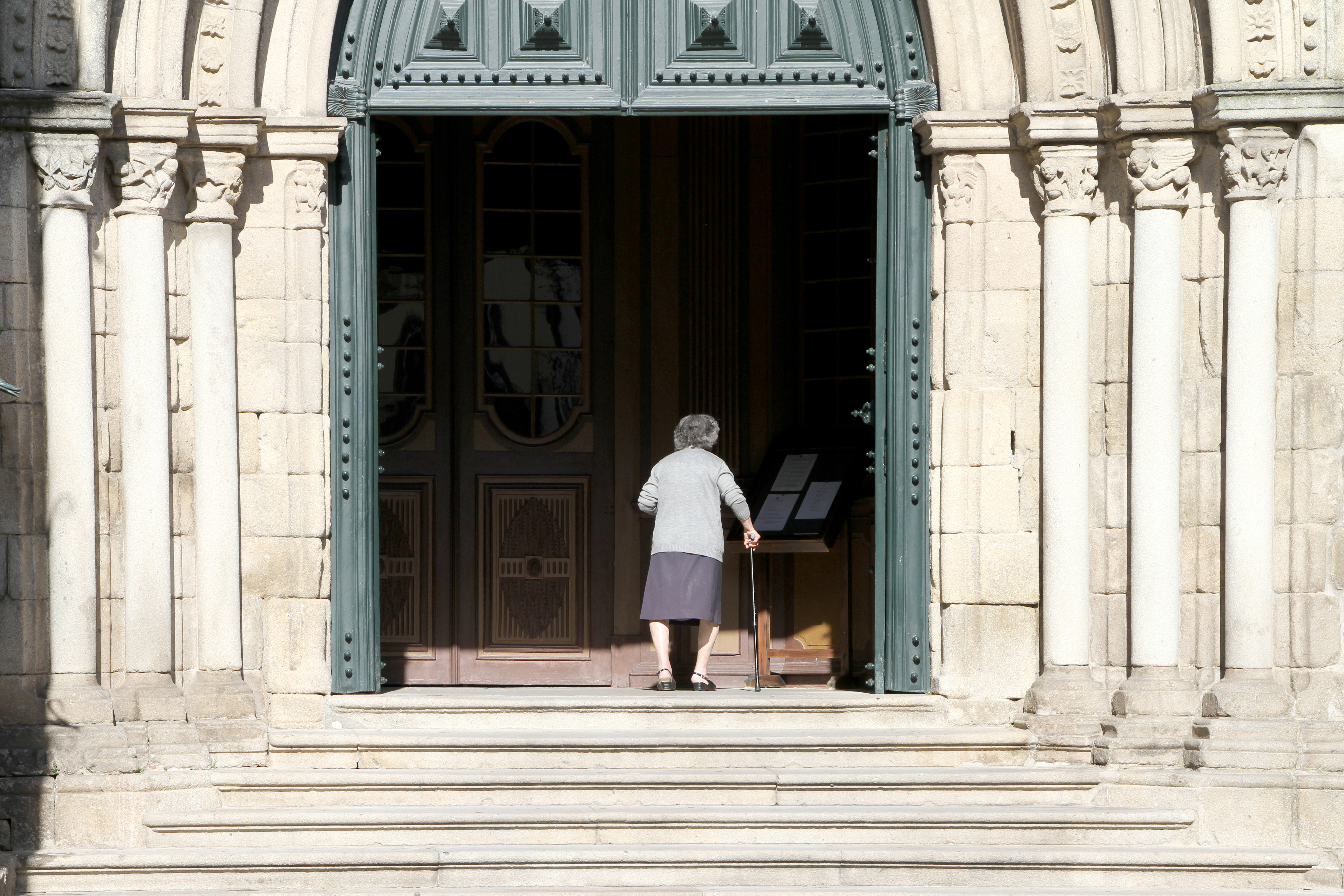
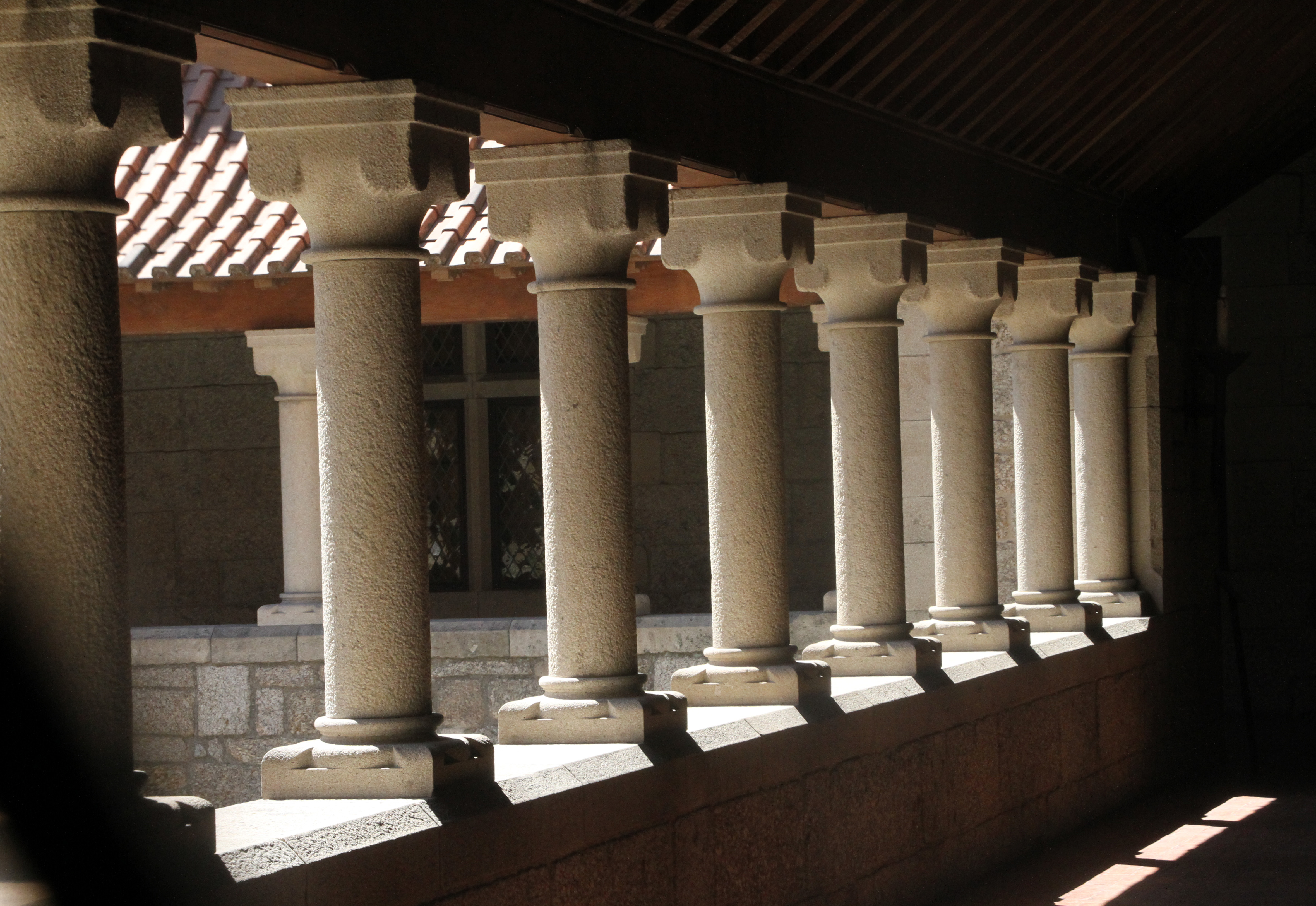